# Ácido silícico
Ácido silícico es un nombre genérico con el cual se denomina a una familia de compuestos químicos que contienen silicio adosado a grupos óxido o hidroxilo. Esta familia de compuestos poseen la fórmula general [SiOx(OH)4-2x]n.  Algunos ácidos silícicos simples han sido identificados, pero únicamente en disoluciones acuosas sumamente diluidas, como por ejemplo el ácido metasilícico (H2SiO3), el ácido ortosilícico (H4SiO4, pKa1=9.84, pKa2=13.2 a 25 °C), el ácido disilícico (H2Si2O5), y el ácido pirosilícico (H6Si2O7); sin embargo en estado sólido estos probablemente condensan formando ácidos silícicos poliméricos de estructura compleja.

## Preparación y distribución
Los ácidos silícicos pueden ser obtenidos por acidificación de sales de silicatos (tales como silicato de sodio) en disolución acuosa.  El principal problema que enfrenta el químico es que los ácidos silícicos tienden a perder agua y forman silica gel, una forma de dióxido de silicio.  Esta conversión comprende procesos de condensación.
En los océanos, el silicio se presenta principalmente como ácido ortosilícico (H4SiO4), y su ciclo biogeoquímico es regulado por un grupo de algas denominadas diatomeas.  Estas algas polimerizan el ácido silícico formando silicio biogénico, que utilizan para construir sus paredes celulares (denominadas frústulas).